# Phon (huyện)
Phon (tiếng Thái: พล) là một huyện (amphoe) ở phía nam của tỉnh Khon Kaen, đông bắc Thái Lan.

## Địa lý
Các huyện giáp ranh (từ phía tây theo chiều kim đồng hồ) Waeng Noi, Waeng Yai, Chonnabot, Non Sila Nong Song Hong của tỉnh Khon Kaen, Bua Lai và Prathai của tỉnh Nakhon Ratchasima.
- Vĩ độ: 15,8067° hoặc 15° 48' 24" bắc
- Kinh độ: 102,5911° hoặc 102° 35' 28" đông
- Độ cao: 170 mét (558 feet)
- ID tên địa lý: 1607616[1]

## Hành chính
Huyện này được chia ra thành 12 phó huyện (tambon), các đơn vị này lại được chia thành 131 làng (muban). Mueang Phon là một thị xã (thesaban mueang) nằm trên một phần của tambon Mueang Phon. Có 12 Tổ chức hành chính tambon.
| STT. | Tên                 | Tên Thái      | Số làng | Dân số |  |
| ---- | ------------------- | ------------- | ------- | ------ |  |
| 1.   | Mueang Phon         | เมืองพล        | 11      | 19.173 |  |
| 2.   | Chot Nong Kae       | โจดหนองแก     | 14      | 7.955  |  |
| 3.   | Kao Ngio            | เก่างิ้ว         | 11      | 5.360  |  |
| 4.   | Nong Makhuea        | หนองมะเขือ     | 9       | 4.091  |  |
| 5.   | Nong Waeng Sok Phra | หนองแวงโสกพระ | 14      | 7.178  |  |
| 6.   | Phek Yai            | เพ็กใหญ่        | 10      | 6.969  |  |
| 7.   | Khok Sa-nga         | โคกสง่า        | 10      | 6.234  |  |
| 8.   | Nong Waeng Nang Bao | หนองแวงนางเบ้า | 13      | 6.962  |  |
| 9.   | Lom Khom            | ลอมคอม        | 11      | 6.932  |  |
| 10.  | Non Kha             | โนนข่า         | 9       | 6.285  |  |
| 11.  | Sok Nok Ten         | โสกนกเต็น      | 11      | 6.442  |  |
| 12.  | Hua Thung           | หัวทุ่ง          | 8       | 3.330  |  |

Mã địa lý 2 không được sử dụng.